# العلاقات الأفغانية الأوكرانية
العلاقات الأفغانية الأوكرانية هي العلاقات الثنائية التي تجمع بين أفغانستان وأوكرانيا.

## مقارنة بين البلدين
هذه مقارنة عامة ومرجعية للدولتين:
| وجه المقارنة                                              | أفغانستان                    | أوكرانيا                                   |
| --------------------------------------------------------- | ---------------------------- | ------------------------------------------ |
| المساحة (كم2)                                             | 652.23 ألف                   | 603.63 ألف                                 |
| عدد السكان (نسمة)                                         | 34.94 مليون                  | 45.55 مليون                                |
| الكثافة السكانية (ن./كم²)                                 | 53.57                        | 75.46                                      |
| العاصمة                                                   | كابل                         | كييف                                       |
| اللغة الرسمية                                             | اللغة البشتوية، اللغة الدرية | اللغة الأوكرانية                           |
| العملة                                                    | أفغاني                       | هريفنا أوكرانية، كاربوفانيتس، روبل سوفييتي |
| الناتج المحلي الإجمالي (بليون دولار)                      | 20.82 مليار                  | 112.15 مليار                               |
| الناتج المحلي الإجمالي (تعادل القوة الشرائية) بليون دولار | 62.62 مليار                  | 352.98 مليار                               |
| الناتج المحلي الإجمالي الاسمي للفرد دولار أمريكي          | 594                          | 2.11 ألف                                   |
| الناتج المحلي الإجمالي للفرد دولار أمريكي                 | 1.93 ألف                     | 8.66 ألف                                   |
| مؤشر التنمية البشرية                                      | 0.479                        | 0.747                                      |
| رمز المكالمات الدولي                                      | +93                          | +380                                       |
| رمز الإنترنت                                              | .af                          | .ua، .укр ‏                                 |
| المنطقة الزمنية                                           | ت ع م+04:30                  | ت ع م+02:00، ت ع م+03:00، توقيت شرق أوروبا |

## منظمات دولية مشتركة
يشترك البلدان في عضوية مجموعة من المنظمات الدولية، منها:
| علم المنظمة | اسم المنظمة                               | تاريخ انضمام أفغانستان | تاريخ انضمام أوكرانيا |
| ----------- | ----------------------------------------- | ---------------------- | --------------------- |
|             | مؤسسة التنمية الدولية                     | 2 فبراير 1961          | 27 مايو 2004          |
|             | يونسكو                                    | 4 مايو 1948            | 12 مايو 1954          |
|             | وكالة ضمان الاستثمار متعدد الأطراف        | 16 يونيو 2003          | 19 يوليو 1994         |
|             | الأمم المتحدة                             | 19 نوفمبر 1946         | 24 أكتوبر 1945        |
|             | الاتحاد البريدي العالمي                   | ?                      | ?                     |
|             | البنك الدولي للإنشاء والتعمير             | 14 يوليو 1995          | 3 سبتمبر 1992         |
|             | الاتحاد الدولي للاتصالات                  | 12 أبريل 1928          | 7 مايو 1947           |
|             | منظمة حظر الأسلحة الكيميائية              | ?                      | ?                     |
|             | مؤسسة التمويل الدولية                     | 23 سبتمبر 1957         | 18 أكتوبر 1993        |
|             | المركز الدولي لتسوية المنازعات الاستشارية | 25 يوليو 1968          | 7 يوليو 2000          |
|             | منظمة الشرطة الجنائية الدولية             | ?                      | ?                     |

## وصلات خارجية
- موقع وزارة الخارجية الأفغانية
- موقع وزارة الخارجية الأوكرانية